# ویکتوریا ۳
ویکتوریا ۳ (انگلیسی: Victoria 3) یک بازی ویدئویی راهبرد کلان است که در ۲۵ اکتبر ۲۰۲۲ توسط پارادوکس اینتراکتیو منتشر شد. این بازی ادامه‌ای برای بازی ویکتوریا ۲ است که در سال ۲۰۱۰ منتشر شد. این بازی در ۲۱ مه ۲۰۲۱ معرفی شد.

## گیم‌پلی
ویکتوریا ۳ تاریخ جهان از سال ۱۸۳۶ تا ۱۹۳۶ را پوشش می‌دهد و بازیکن می‌تواند از میان ۱۰۰ کشور در بازی انتخاب کند.  بازیکنان می‌توانند در رخدادهای تاریخی همانند جنگ داخلی آمریکا، وحدت آلمان و تقسیم آفریقا شرکت کنند.
بازی برروی سیاست و جمعیت تمرکز دارد و گیم‌پلی جمعیت را به هر گروه "پاپ" (pop) تمرکز دارد. هر گروه پاپ یک نوع خاصی از جمعیت است که منافع و ایدئولوژی‌های مانند یک دیگر دارند.